# Scolecenchelys puhioilo
Scolecenchelys puhioilo är en fiskart som först beskrevs av Mccosker, 1979.  Scolecenchelys puhioilo ingår i släktet Scolecenchelys och familjen Ophichthidae. Inga underarter finns listade i Catalogue of Life.